# Ogro

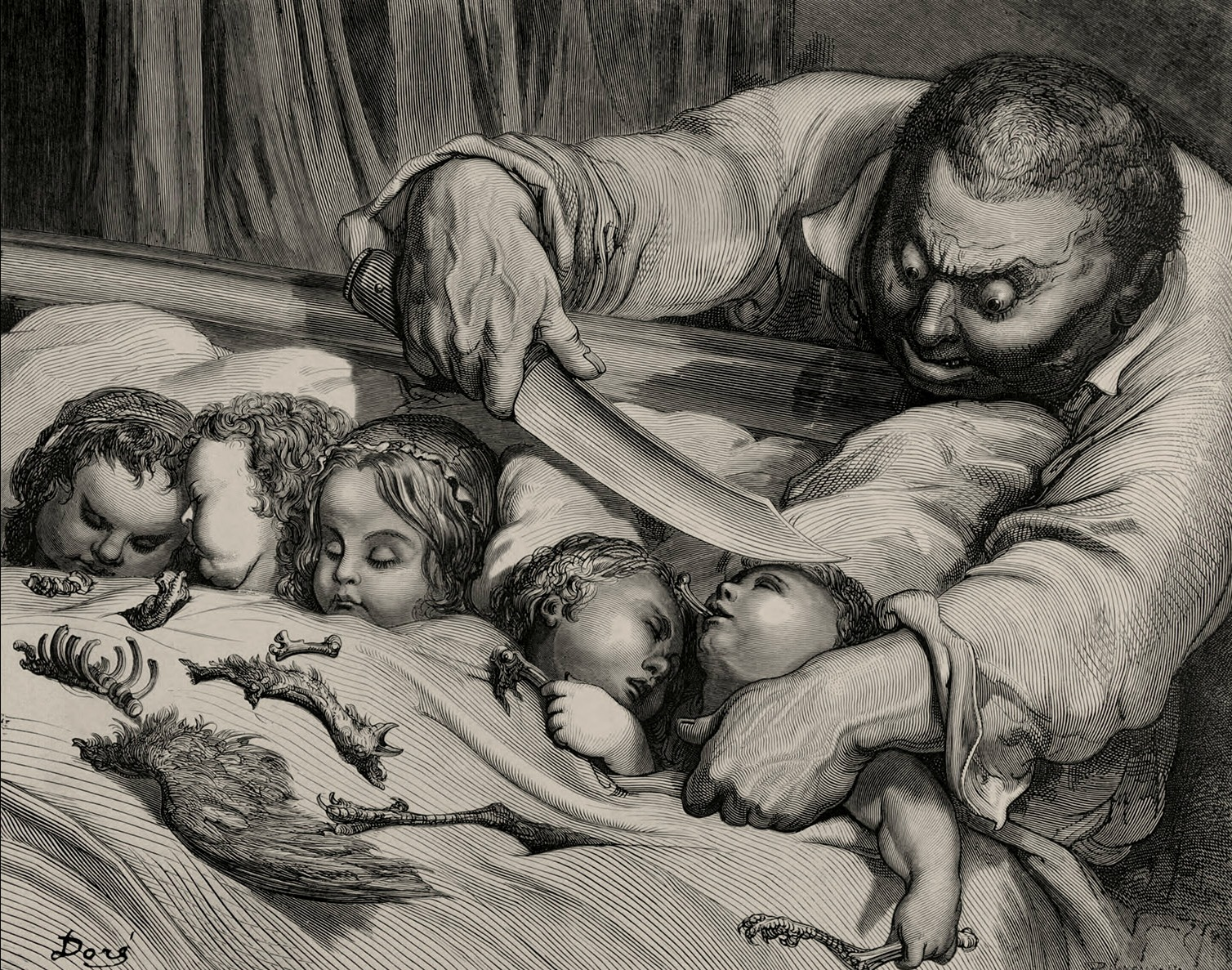
El Ogro de Pulgarcito ilustrado por Gustave Doré.

Un ogro  (ogresa, en femenino) es una criatura humanoide de la mitología de muchos países. Aparece en algunos cuentos de hadas, en los que suele alimentarse de personas, especialmente niños. La frase: «Huelo a carne fresca» es propia de los ogros desde que Perrault publicó el cuento de Pulgarcito en 1697 en su libro Cuentos de antaño (Histoires ou contes du temps passé. Avec des moralités).
En las distintas mitologías, los ogros se muestran de un tamaño inhumanamente grandes y altos, con una cabeza desproporcionadamente grande, pelo abundante, piel de color inusual, un apetito voraz y un cuerpo fuerte. El término a veces es utilizado para referirse a personas de mal carácter con la expresión «eres un ogro» o «qué verde que eres». También se le dice «ogro» a la gente con voz muy grave.[cita requerida]

## Etimología
Durante mucho tiempo se ha propuesto que la palabra «ugro», la etnia de los magiares, había originado la palabra «ogro» en la época en que los magiares llegaban a Europa y hacían saqueos y pillajes (año 926, durante la Edad Media). Su fama de crueles sanguinarios y malvados hubiese permanecido entonces en la mente de la gente de toda Europa, pero esta teoría está hoy en día abandonada por la mayor parte de especialistas. Se acepta, [¿quién?] al contrario, que «ogro» viene del francés ogre, posiblemente derivado del latín Orcus, terrible dios del submundo (véase «orco»). En italiano ogro es orco y actualmente se cree que la palabra fue usada por primera vez por Giambattista Basile (1575-1632). Otros expertos, como Robert Graves, atribuyen una etimología distinta a la palabra: afirman que el término "ogro" viene de "Ogyr" o sea "el terrible" en idioma celta antiguo de Gales, Britania e Irlanda. "Ogyr" era un epíteto común de varios dioses paganos del panteón céltico, que bajo el dominio cristiano (que practicó la persecución sistemática de la antigua religión) se convirtieron en "cucos" dañinos, seres sobrenaturales estigmatizados como malvados y usados para asustar o amedrentar. Las naciones de lenguas latinas habrían tomado la palabra "ogro" de sus contactos con las islas británicas. El sánscrito tiene el término 'Ugra', con el mismo significado del francés: 'Ogre' (seres gigantes de la mitología nórdica que se alimentaban de carne humana. Acad) tiene una conexión fonética y semántica con el hurrita 'Ugri', que significa: 'pie'.
En francés, el término fue usado originalmente por Charles Perrault (1628-1703) en su compendio de cuentos Cuentos de antaño, más conocido por su subtítulo Contes de ma mère l'Oye (Cuentos de Mamá Oca). En este libro de Perrault, publicado en 1697, aparece el primer ejemplo de «ogresa» (ogro hembra) en el cuento  La Bella Durmiente, que Perrault había escrito basándose en un cuento del napolitano Basile. En 1698, un año después de la publicación del libro de Perrault, Madame d'Aulnoy (1650-1705) retomó el término ogre en su cuento L'Oranger et l'Abeille. A partir de la publicación de los cuentos de Perrault y de Madame d'Aulnoy, el personaje del ogro se fue popularizando progresivamente, apareciendo cada vez más en otros cuentos de hadas. En el clásico El gato con botas, un gato se burla de un ogro capaz de transformarse en cualquier criatura. Otros cuentos de hadas que incluyen ogros son Pulgarcito o Las habichuelas mágicas, entre otros.

## Ogros en diferentes mitologías y leyendas

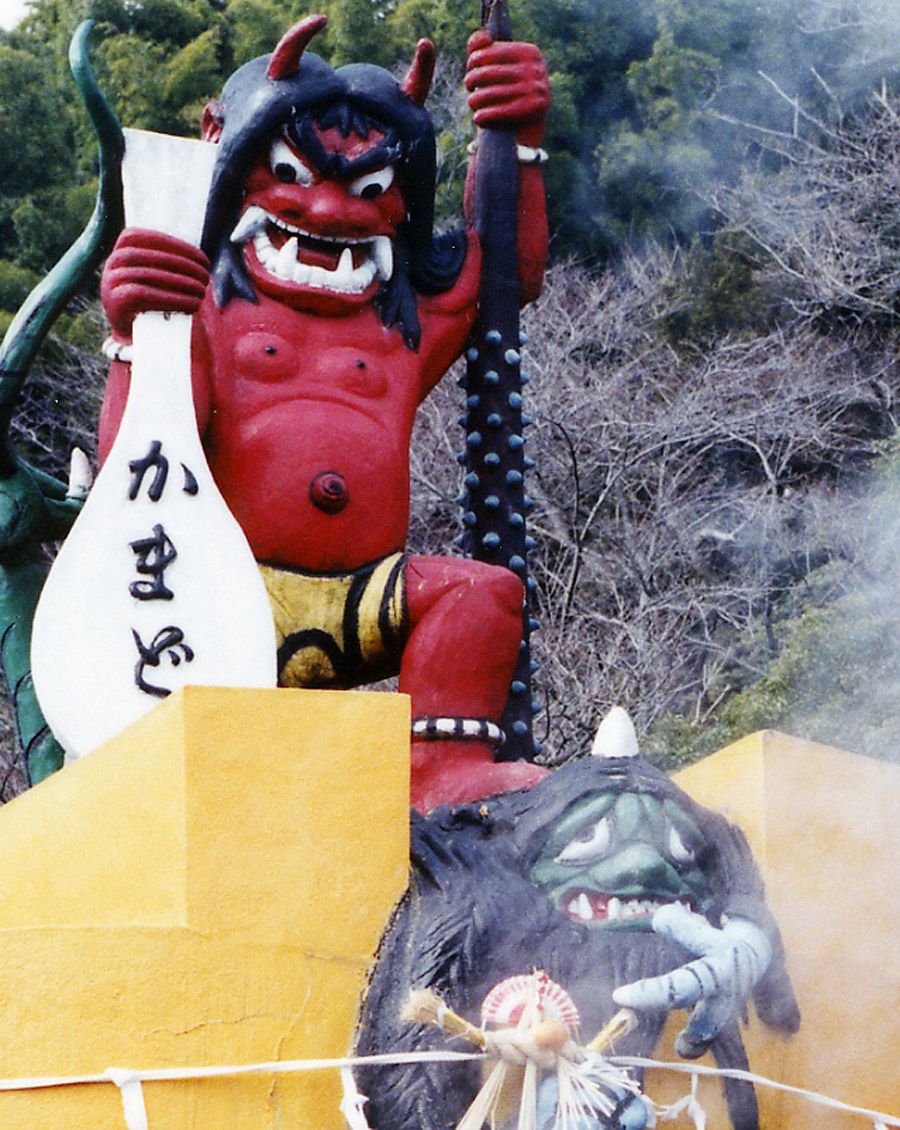
Un oni derrota a un Yōkai en un onsen en Beppu. Las similitudes físicas entre los ogros occidentales y los oni japoneses son notables.

De acuerdo con la mitología y leyendas del norte de Europa, un ogro es miembro de una raza de humanoides grandes, fieros y crueles que comen carne humana (niños especialmente). En algunos cuentos son también tímidos y cobardes, con escasa inteligencia, lo que hace relativamente fácil el derrotarlos. Los ogros a veces eran capaces de cambiar de forma a voluntad, en animales u objetos y a menudo habitaban en lujosos palacios o castillos, a veces bajo tierra.
La ogresa suele estar vinculada de alguna manera con el agua. Al igual que los ogros, las ogresas poseen grandes cuerpos y poca inteligencia, con la salvedad de que suelen ser menos perniciosas hacia los humanos.
En el folclore de los países escandinavos aparecen los troles, criaturas mitológicas de características casi idénticas a los ogros y que cumplen el rol de los ogros en sus cuentos de hadas. Los troles viven en montañas o castillos lejos en la foresta, donde amasan grandes tesoros. Los cuentos de hadas escandinavos representan a los troles como gigantes con facciones monstruosas, aunque en las tradiciones de las zonas más meridionales escandinavas, los troles son más humanos, tanto en forma como en costumbres.
Fundamentado en la mitología celta y germana aparece, posteriormente la figura de los orcos, predominante y más vinculada a la literatura moderna y medieval que al folclore antiguo; son criaturas que comparten algunas similitudes con los ogros, cuyas principales diferencias radican en que estos no se alimentan de carne humana ni raptan niños, sino que se dedican al pillaje.
En muchos cuentos de hadas japoneses, inspirados en la mitología y religión, aparecen los oni, criaturas similares a los ogros predominantemente en sus cualidades físicas. Momotarō es un ejemplo incluyendo la aparición de onis de color amarillo, azul y rojo, con cuernos y armados con bastones de hierro. Por otro lado, los oni también se asemejan en muchísimos aspectos a los demonios judeocristianos, aunque cabe destacar que los oni, a pesar de ser bárbaros y feroces, no son intrínsecamente malvados. Existen en algunas historias ejemplos de onis bondadosos que ayudan a los protagonistas y combaten a seres malignos.
La mitología pigmea incluye a los Negoogunogumbar, criaturas salvajes y monstruosas que devoran niños.
En Cantabria hay un ogro ciclópeo conocido como ojáncanu, que aunque no come personas, sí es una criatura de extrema maldad.
En la cultura musulmana antigua, el ogro es también un vampiro, como se relata en un cuento sobre un derviche llamado El ogro y el sufí.
Criaturas similares a los ogros pueden verse en las tradiciones tribales de los indios norteamericanos en la forma de gigantes devoradores de hombres. Estos están relacionados con las leyendas de Pie Grande, un ejemplo puede ser el Wendigo. Igualmente, en las mitologías de las culturas prehispánicas de Mesoamérica y Suramérica se narra la existencia de seres con características similares a los ogros, como el curupira, la ceiuci, el Boraro y Caipora (Amazonía), el Sisimihski de los misquitos, el Pombero y el Kurupí de los guaraníes, los yohó de los ramas, los muerra de los maléku, los ushidó de los dorasques, las tulu de los bocotaes, los nia de los kunas, los itsö de los bribris y los míkö de los cabécares.

## Ogros en la ficción actual

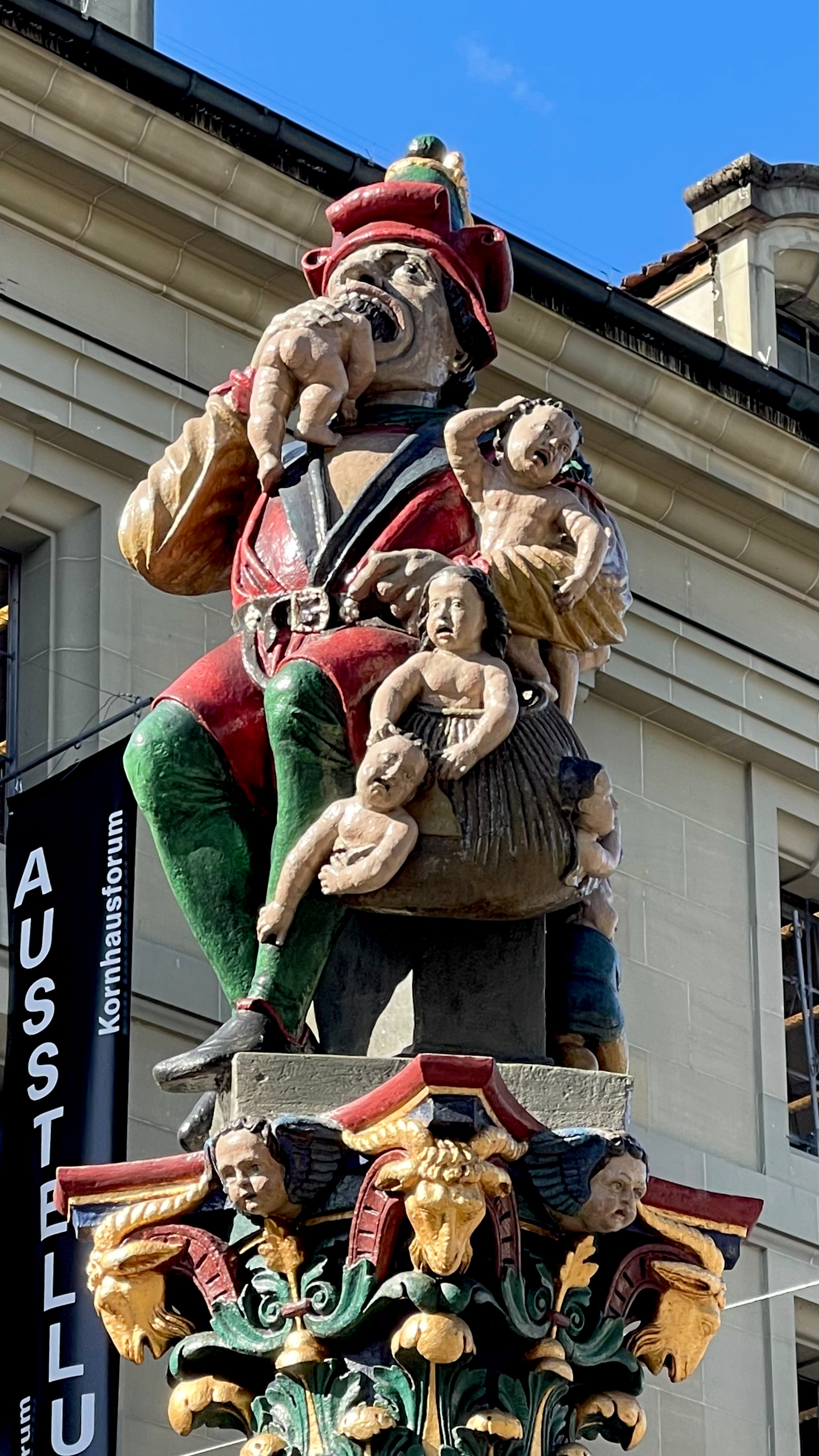
Kindlifresserbrunnen, Berna, Suiza.

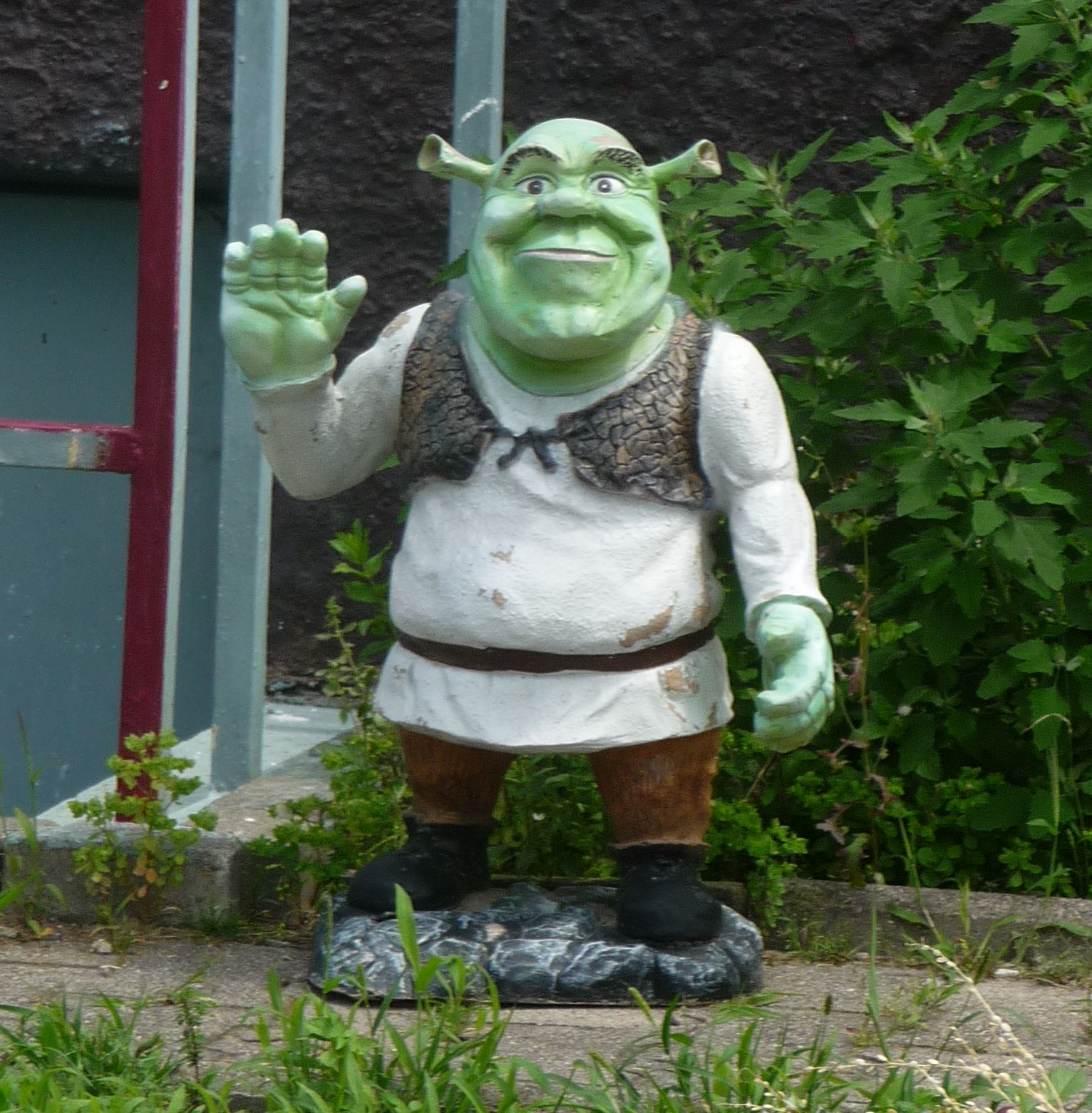
Shrek.

La literatura infantil está llena de ogros y princesas secuestradas, que son rescatadas por valientes caballeros o tal vez campesinos. Los ogros son populares en la fantasía, como en Las Crónicas de Narnia de C.S. Lewis, así como en diversos juegos de fantasía.
- El protagonista de la película Shrek es un ogro. Aunque es el ogro estereotipado, solo un ogro que vive en un pantano y que no quiere que lo molesten.
- En la serie de dibujos animados Digimon, se hacen múltiples referencias a bestias míticas, de ahí que Ogremon sea claramente un ogro que ataca a sus rivales con un bastón.
- En las crónicas de Xanth de Piers Anthony, los ogros son bestias idiotas de gran fuerza que se comunican por rimas.
- En los libros de Dragonlance, los ogros son humanoides malvados que sirven a los dioses de la oscuridad, destacando especialmente por su crueldad. En Kaz el Minotauro, uno de ellos persigue al protagonista.
- En Las crónicas de Spiderwick, también aparecen ogros, en la quinta entrega de la saga un ogro es el principal antagonista.
- Otro ejemplo de los ogros japoneses son los que protagonizan los cuatro OVA de "Ogre Slayer". Onikirimaru, el protagonista de la serie basada en el manga de Kei Kusunoki, es un ogro con apariencia de humano que está destinado a matar a los de su propia especie para ser completamente humano, o el manga de Rumiko Takahashi Urusei Yatsura (en España conocida como Lum la chica invasora), donde la protagonista es una chica ogro extraterrestre, con la excepción de que esta ogresa, al contrario que en los cuentos populares, es una chica atractiva y sexy de la que todos los chicos andan enamorados, pero sin quitar sus principales rasgos, dos cuernos en la cabeza, colmillos sobresalidos, control de los rayos y una terrible aversión al ajo.
- En la saga de Warcraft, los ogros son grandes criaturas humanoides, gordos, de una o dos cabezas y bastante diabólicos. Son parientes cercanos de los orcos en el mundo de Draenor (como una referencia a su relación etimológica en la mitología) y en muchas ocasiones aparecen aliados con los orcos.
- El escritor de fantasía épica Robert E. Howard, creador de Conan el Bárbaro y Solomon Kane, especula en sus cuentos que fueron los neandertales sobrevivientes hasta fechas históricas los que inspiraron el mito de los ogros.
- En el manga de One Piece existe la raza de los ogros del cual el antagonista Kaido pertenece.
- En los libros del universo de Warhammer fantasy y The Old World, existen los Reinos Ogros, unas regiones pobladas de estos seres, donde se ahonda en su trasfondo mostrando sus sociedades y donde destacan su actitud beligerante y su gusto por la antropofagia.

### Ogros en juegos de mesa y videojuegos
Los ogros aparecen en muchos juegos de rol con ambientaciones fantásticas así como en juegos de ordenador, como puedan ser Dungeons & Dragons, Warhammer Fantasy, Everquest, Warcraft, Magic: el encuentro, Heroes of Might and Magic o Two Worlds.
En todos ellos comparten un común denominador: los ogros son grandes humanoides, tienen gran fuerza y con hábitos alimenticios "irregulares".